# Mimosa cordobensis
Mimosa cordobensis là một loài thực vật có hoa trong họ Đậu. Loài này được Ariza miêu tả khoa học đầu tiên.